# Boris Rosing
Borys Lwowicz Rosing (Rozing), ros. Борис Львович Розинг (ur. 23 kwietnia 1869, zm. 20 kwietnia 1933) – rosyjski wynalazca, pionier telewizji. W 1906 roku dokonał pierwszej próby przesłania obrazu ruchomego na odległość. 
W 1931 roku był represjonowany przez władze ZSRR i zesłany do Archangielska gdzie zmarł. Został rehabilitowany w 1957 roku.